# Ді-Пейстер (Нью-Йорк)
Ді-Пейстер (англ. De Peyster) — місто (англ. town) в США, в окрузі Сент-Лоуренс штату Нью-Йорк. Населення — 1023 особи (2020).

## Демографія
Згідно з переписом 2010 року, у місті мешкало 998 осіб у 291 домогосподарстві у складі 230 родин. Було 343 помешкання
Расовий склад населення:
| - 98,2 % — білих - 1,0 % — чорних або афроамериканців |

До двох чи більше рас належало 0,4 %. Частка іспаномовних становила 1,9 % від усіх жителів.
За віковим діапазоном населення розподілялося таким чином: 37,7 % — особи молодші 18 років, 54,2 % — особи у віці 18—64 років, 8,1 % — особи у віці 65 років та старші. Медіана віку мешканця становила 28,1 року. На 100 осіб жіночої статі у місті припадало 102,0 чоловіків;  на 100 жінок у віці від 18 років та старших — 105,3 чоловіків також старших 18 років.
Середній дохід на одне домашнє господарство  становив 55 303 долари США (медіана — 44 063), а середній дохід на одну сім'ю — 60 736 доларів (медіана — 48 750). Медіана доходів становила 26 923 долари для чоловіків та 35 833 долари для жінок. За межею бідності перебувало 39,0 % осіб, у тому числі 52,9 % дітей у віці до 18 років та 5,2 % осіб у віці 65 років та старших.
Цивільне працевлаштоване населення становило 385 осіб. Основні галузі зайнятості: сільське господарство, лісництво, риболовля — 24,7 %, освіта, охорона здоров'я та соціальна допомога — 23,1 %, виробництво — 8,8 %, будівництво — 8,3 %.